# 太湖戰鬥
太湖戰鬥發生於1938年元月20日－7月6日，地點則是在中國皖西一帶。是抗日戰爭主要戰鬥之一，交戰一方為守軍之國民革命軍，另一方則為日本中國派遣軍。